# Attila au château
Attila au château est la deuxième histoire de la série Les Aventures d'Attila de Derib (dessin) et Maurice Rosy (scénario). Elle est publiée pour la première fois du no 1574 au no 1595 du journal Spirou. Puis est publiée sous forme d'album en 1969.

## Univers

### Synopsis
Pris dans une tempête alors qu'il pilote un petit avion, Attila s'écrase dans le parc du château d'Arvange. Il y est surpris en train de parler par Odée, un très jeune garçon qui vit dans le château. Alors qu'il tente de joindre le colonel au téléphone, il est intrigué par l'attitude suspecte de Grismouron, le propriétaire du château et tuteur d'Odée. Ce dernier lui signale que la nuit, des bruits étranges proviennent de la cave. Attila parvient à contacter la base de l'armée et confie une mission à Bourillon, qui doit se faire passer pour un photographe officiel de l'État chargé de prendre en photo les demeures historiques de Suisse afin de détourner l'attention de Grismouron. Pendant ce temps Attila infiltre le château et installe une radio au grenier. Le soir venu Bourillon demande l'hospitalité pour la nuit, mais alors qu'Attila vient le chercher au milieu de la nuit pour enquêter dans la cave, il remarque que Grismouron l’a enfermé dans sa chambre. Attila va chercher Odée et avec du matériel de plongée amené par Bourillon il plonge dans le puits de la cave. Au même moment, Bourillon a pris l’initiative de sortir par la fenêtre de sa chambre en longeant la corniche. Elle l’amène dans la chambre de Grismouron, qui contient un passage dérobé grand ouvert d’où sort le châtelain. Profitant de son absence Bourillon explore le passage. Pendant ce temps, Odée ne sachant pas que Bourillon a emprunté un passage lance une échelle pour qu'il puisse remonter, mais Grismouron la remarque et voyant qu'elle mène à la chambre d'Odée, il pense à un cambrioleur. Il en profite pour enfermer Odée dans sa chambre. Dans le passage, Bourillon et Attila se croisent, car le puits d'eau et le passage communiquent. Grismouron qui recherche le cambrioleur, s'est armé d'un fusil et entre dans le passage. Pour ne pas être repéré Attila coupe le courant et fuit dans le noir, mais Bourillon trébuche en passant à côté de Grismouron qui prend conscience qu'il y a vraiment du monde dans le château. Attila aide Bourillon à réintégrer sa chambre, puis monte à la cave transmettre des instructions au quartier général.
Le lendemain, Grismouron fait croire à Bourillon, qui a repris son faux travail de photographe, qu'il part à la gendarmerie, en fait il se cache dans le parc pour observer les activités de son hôte. Bourillon rejoint Attila dans le château. Ce dernier confie à Odée un boîtier avec un bouton qu'il doit presser au cas où quelqu'un arrive afin de les prévenir. En montant la garde, Odée joue au ballon. En voulant le récupérer dans les rosiers il tombe nez à nez avec Grismouron, mais avec l'effet de surprise il relâche le boîtier que confisque Grismouron. Il s'arme d'un fusil et amène de force Odée dans le souterrain où se trouve déjà Attila et Bourillon. Arrivé dans la pièce où ils se trouvent, Grismouron attache Bourillon et Odée, mais ne se méfie pas d'Attila qui se fait passer pour un chien normal. Ce dernier s'enfuit, sort du souterrain et prévient par radio le colonel. Grismouron, sous les yeux d'Odée et Bourillon, donne les derniers coup de pioche qui ouvre une pièce murée dans le souterrain. La pièce contient un grand levier que pousse Grismouron, ce qui ouvre un passage, mais au lieu de découvrir un trésor, des litres d'eau se déversent dans la pièce. Pour ne pas être noyé Grismouron quitte le souterrain en courant, suivi de Bourillon et Odée toujours attachés, mais les jambes libres. Attila surprend la fuite de Grismouron et l’assomme avec un vase. Attila détache ses deux amis et constate que la partie du souterrain où creusait Grismouron est désormais pleine d'eau, mais aussi que la partie du souterrain sous l'eau qu'avait exploré Attila auparavant est désormais à l'air libre. Il y descend pendant que Bourillon attache Grismouron. En bas, Attila découvre un coffre en pierre qui contient le trésor. Alors qu'il le remonte et le montre à Grismouron, un homme armé entre dans la pièce. Il explique avoir fourni le plan du trésor à Grismouron et monté une association où ils doivent partager le butin. Attila s'approche doucement en se faisant passer pour un chien gentil, puis mord le bras du bandit qui lâche le revolver. Attila, d'un coup de patte envoie l'arme près de la porte d’où surgissent la police et le colonel qui arrêtent le duo.

## Publication

### Revues
L'histoire est publiée pour la première fois dans le journal Spirou du no 1574 au no 1595. Au cours de la publication elle fait la couverture du no 1590 avec un dessin de Derib.

### Album
L'histoire est publiée pour la première fois sous forme d'album broché en 1969 par les éditions Dupuis. En 1986, elle est republiée en album cartonné dans la collection Péchés de jeunesse dont elle est le vingt-quatrième tome. En septembre 2010, les éditions Dupuis sortent une intégrale de la série en un album dont l'histoire Attila au château.